# ORP Żbik (1931)
| «Жбік»                                                                              | «Жбік» | «Жбік» |
| ----------------------------------------------------------------------------------- | --- | --- |
| ORP Żbik                                                                            | | |
|                                                                                     | | |
| Польський підводний мінний загороджувач «Жбік» поруч з вітрильником «Львів»         | | |
| Верф                                                                                | Chantiers Navals Français, Кан                                                                                                   | Chantiers Navals Français, Кан                                                                                                   |
| Під прапором                                                                        | Польща | Польща |
| Належність                                                                          | Військово-морські сили Польщі | Військово-морські сили Польщі |
| Порт приписки                                                                       | Гдиня | Гдиня |
| Закладений                                                                          | 1927 | 1927 |
| Спуск на воду                                                                       | 14 червня 1931 | 14 червня 1931 |
| Введений до складу флоту                                                            | 20 лютого 1932 | 20 лютого 1932 |
| На службі                                                                           | 1931–1956 | 1931–1956 |
| Сучасний статус                                                                     | у 1956 році розібраний на брухт                                                                                                  | у 1956 році розібраний на брухт                                                                                                  |
| Бойовий досвід                                                                      | Друга світова війна Польська кампанія                                                                                            | Друга світова війна Польська кампанія                                                                                            |
| Проєкт                                                                              | | |
| Тип ПЧ                                                                              | підводний мінний загороджувач | підводний мінний загороджувач |
| Основні характеристики                                                              | | |
| Швидкість (надводна)                                                                | 14,5 вузлів (26,9 км/год) | 14,5 вузлів (26,9 км/год) |
| Швидкість (підводна)                                                                | 9,5 вузлів (17,7 км/год) | 9,5 вузлів (17,7 км/год) |
| Робоча глибина занурення                                                            | 80 м | 80 м |
| Гранична глибина занурення                                                          | 100 м | 100 м |
| Дальність плавання                                                                  | 3500 миль (6 500 км) на швидкості 10 вузлах (надводна) 100 морських миль (180 км) на швидкості 5 вузлах (у підводному положенні) | 3500 миль (6 500 км) на швидкості 10 вузлах (надводна) 100 морських миль (180 км) на швидкості 5 вузлах (у підводному положенні) |
| Автономність плавання                                                               | 40 діб | 40 діб |
| Екіпаж                                                                              | 46-54 офіцери та матроси | 46-54 офіцери та матроси |
| Розміри                                                                             | | |
| Довжина найбільша (по КВЛ)                                                          | 78,5 м | 78,5 м |
| Ширина корпусу найб.                                                                | 5,9 м | 5,9 м |
| Середня осадка (по КВЛ)                                                             | 4,2 м | 4,2 м |
| Водотоннажність надводна                                                            | 980 тонни | 980 тонни |
| Силова установка                                                                    | | |
| Дизель-електрична: 2 дизельні двигуни Normand Vickers 2 електродвигуни SACM Belfort | | |
| Гвинти                                                                              | 2 | 2 |
| Потужність                                                                          | 1800 к.с. (дизелі) 1200 к.с. (електродвигуни)                                                                                    | 1800 к.с. (дизелі) 1200 к.с. (електродвигуни)                                                                                    |
| Озброєння                                                                           | | |
| Артилерія                                                                           | 1 × 100-мм морська гармата Schneider                                                                                             | 1 × 100-мм морська гармата Schneider                                                                                             |
| Торпедно- мінне озброєння                                                           | 5 × 533-мм торпедних апаратів 10 торпед wz. 1924V 40 мін SM-5                                                                    | 5 × 533-мм торпедних апаратів 10 торпед wz. 1924V 40 мін SM-5                                                                    |
| ППО                                                                                 | 2 × 13,2-мм зенітні кулемети M1929                                                                                               | 2 × 13,2-мм зенітні кулемети M1929                                                                                               |

«Жбік» (пол. ORP Żbik) — польський військовий корабель, дизель-електричний підводний мінний загороджувач типу «Вілк», що входив до складу Військово-морських сил Польщі за часів Другої світової війни.
Підводний човен «Жбік» був закладений у 1927 році на верфі французької компанії Chantiers Navals Français у Кан. 14 червня 1930 року він був спущений на воду. 20 лютого 1932 року корабель уведений в експлуатацію.

## Історія служби
Коли 1 вересня 1939 року почалася Друга світова війна, «Жбік» брав участь у плані оборони польського узбережжя. За планом він заклав свої міни, на однієї з яких 1 жовтня потонув малий німецький тральщик М85 (525 т).
«Вілк» покинув польське узбережжя, успішно пройшовши Данські протоки (Ересунн) 14/15 вересня, вийшов з Балтійського моря і 20 вересня прибув до Великої Британії. Лише «Ожелу» вдалося пізніше здійснити подвиг, прорвавшись з Балтики до Британських островів; інші три польські підводні човни «Сеп», «Жбік» і «Рись» були інтерновані в нейтральній Швеції.
Після війни в жовтні 1945 року повернувся до Польщі і до 1955 року служив у флоті ПНР. У 1956 році човен списали на брухт.